# Atlético Orinoco
El Atlético Orinoco fue un club de fútbol profesional venezolano, establecido en Ciudad Guayana.
El equipo jugó en la Segunda División de Venezuela en el Grupo Oriental, donde buscó obtener el ascenso a la Primera División de Venezuela. En la temporada 2009-2010, cede su cupo al Orinoco FC.

## Estadio
El Polideportivo Venalum ubicado en Ciudad Guayana la capital del Municipio Caroní, es el estadio donde realizó los partidos como local y tiene una capacidad de 5,000 espectadores.